# Internationale Cricket-Saison 2004
Die internationale Cricket-Saison 2004 fand zwischen April 2004 und August 2004 statt. Als Sommersaison wurden vorwiegend Heimspiele der Mannschaften aus Europa ausgetragen. Die ausgetragenen Tests der internationalen Touren bildeten die Grundlage für die ICC Test Championship. Die ODIs bildeten den Grundstock für die ICC ODI Championship.

## Überblick

### Internationale Touren
| Beginn            | Heimteam                | Auswärtsteam | Resultate | Resultate | Artikel |
| Beginn            | Heimteam                | Auswärtsteam | Test      | ODI       | Artikel |
| ----------------- | ----------------------- | ------------ | --------- | --------- | ------- |
| 20. April 2004    | Simbabwe                | Sri Lanka    | 0–2 [2]   | 0–5 [5]   | Artikel |
| 15. Mai 2004      | West Indies             | Bangladesch  | 1–0 [2]   | 3–0 [3]   | Artikel |
| 20. Mai 2004      | England                 | Neuseeland   | 3–0 [3]   |           | Artikel |
| 25. Mai 2004      | Simbabwe                | Australien   |           | 0–3 [3]   | Artikel |
| 1. Juli 2004      | Australien              | Sri Lanka    | 1–0 [2]   |           | Artikel |
| 22. Juli 2004     | England                 | West Indies  | 4–0 [4]   |           | Artikel |
| 4. August 2004    | Sri Lanka               | Südafrika    | 1–0 [2]   | 5–0 [5]   | Artikel |
| 1. September 2004 | England                 | Indien       |           | 2–1 [3]   | Artikel |
| 1. September 2004 | Australien vs. Pakistan |              | 1–0 [1]   | Artikel   |         |

### Internationale Turniere
| Beginn             | Turnier                   | Land        |
| ------------------ | ------------------------- | ----------- |
| 24. Juni 2004      | NatWest Series 2004       | England     |
| 16. Juli 2004      | Asia Cup 2004             | Sri Lanka   |
| 21. August 2004    | Videocon Cup 2004         | Niederlande |
| 10. September 2004 | ICC Champions Trophy 2004 | England     |

### Fortlaufende Turniere
| Dauer | Turnier                       |
| ----- | ----------------------------- |
| 2004  | ICC Intercontinental Cup 2004 |

### Internationale Touren (Frauen)
| Beginn         | Heimteam | Auswärtsteam | Resultate | Resultate | Resultate | Artikel |
| Beginn         | Heimteam | Auswärtsteam | WTest     | WODI      | WTwenty20 | Artikel |
| -------------- | -------- | ------------ | --------- | --------- | --------- | ------- |
| 22. Juli 2004  | Irland   | Neuseeland   |           | 0–3 [3]   |           | Artikel |
| 5. August 2004 | England  | Neuseeland   | 0–0 [1]   | 3–2 [5]   | 0–1 [1]   | Artikel |

### Internationale Turniere (Frauen)
| Beginn         | Turnier               | Land      |
| -------------- | --------------------- | --------- |
| 17. April 2004 | Women’s Asia Cup 2004 | Sri Lanka |

## Nationale Meisterschaften
Aufgeführt sind die nationalen Meisterschaften der Full Member des ICC.
| Land    | First-Class              | List A                                | Twenty20          |
| ------- | ------------------------ | ------------------------------------- | ----------------- |
| England | County Championship 2004 | Cheltenham and Gloucester Trophy 2004 | Twenty20 Cup 2004 |
|         | totesport League 2004    |                                       |                   |